# موش کیسه‌دار خالدار
موش کیسه‌دار خالدار (نام علمی: Parantechinus apicalis) نام یک گونه از تبار ستبردم‌تباران است.